# Uber Files
Les Uber Files sont plus de 124 000 documents confidentiels révélant comment l’entreprise américaine Uber, lorsque la multinationale était dirigée par Travis Kalanick,  a implanté son activité dans de nombreux pays et tenté de faire changer la législation à son avantage en menant une stratégie d'influence auprès et à l'aide de personnalités politiques de premier plan. 
L'enquête journalistique est lancée à partir de ces documents par le Consortium international des journalistes d'investigation et ses partenaires. Elle est publiée dans des médias américains et européens à partir du 10 juillet 2022.

## Ampleur et source
La fuite d'information rassemble 18 giga-octets de données. Ces données contiennent 124 000 documents, dont 83 000 emails, des documents PowerPoint et des messages échangés via SMS sur WhatsApp,,. Ces données concernent une période comprise entre 2013 et 2017. 
L'identité du lanceur d'alerte, qui a transmis les documents aux médias, est révélée le 11 juillet 2022 : il s'agit de Mark MacGann, ancien responsable du lobbying d’Uber pour l’Europe de l’Ouest, l’Afrique et le Moyen-Orient,: « Ce dont j’essayais de convaincre les gouvernements, les ministres, les présidents et les chauffeurs se trouve être vraiment affreux, injuste et mensonger », explique-t-il pour justifier sa décision. Mark MacGann a quitté l'entreprise en 2016 dans des conditions conflictuelles, et contacte les journalistes du Guardian en décembre 2021.

## Enquête journalistique
Les dossiers d'Uber sont transmis au journal The Guardian, puis analysés et partagés par le Consortium international des journalistes d'investigation (ICIJ) et par 42 autres médias avant d'être relayés par ces médias le 10 juillet 2022.
Mis en cause par Uber après les révélations, Mark MacGann, à l'origine de la fuite de données, explique qu'il n'a « placé aucune limite à l’utilisation que les journalistes pouvaient faire des données transmises (…). Ces données parlent pour elles-mêmes ».

## Pays ciblés
Uber par la réservation géolocalisée sur  application mobile des services d'un chauffeur de voiture dédiée pour effectuer un déplacement, innove grâce au hélage électronique et à la géolocalisation des clients. Elle contourne le droit de maraudage réservé aux taxis et provoque une rupture du modèle économique du secteur.   
L'enquête journalistique, publiée en 2022, révèle l’ampleur du lobbying mis en place par Uber pour « conquérir le monde » entre 2013 et 2017. Durant cette période, le développement d'Uber fait fi des règlementations sociales et utilise une stratégie d'influence particulièrement active dans plus de 30 pays. Pour essayer de faire modifier les règlementations en sa faveur, Uber a fait dresser une liste de plus de 1 850 « parties prenantes » — fonctionnaires en exercice, anciens fonctionnaires, groupes de réflexion et groupes de citoyens — qui pourraient faire l'objet de son attention.

### Afrique du Sud
Les dossiers révèlent qu'après avoir expliqué que les paiements par espèces pour les taxis devaient être interdits en Afrique du Sud pour des raisons de sécurité, Uber autorise ses chauffeurs à accepter les espèces. Malgré une recrudescence des violences et vols à leur égard, Uber diminue leur rémunération.

### Belgique
L’ex-ministre bruxellois de la Mobilité de 2014 à 2019, Pascal Smet (Vooruit), était particulièrement proche d'Uber. Son ministère a du élaborer un cadre légal pour les « nouveaux services de transport ». Uber aurait reçu les grandes lignes du projet de réforme avant qu’il ne soit rendu public. Une dizaine de contacts ont eu lieu entre Uber et le cabinet du ministère,.
L'ancien député bruxellois, président de la Commission Mobilité du Parlement bruxellois et actuel bourgmestre d'Uccle, Boris Dilliès (MR), est considéré comme « le petit préféré d’Uber » selon le journal Le Soir et comme le « meilleur allié politique en Belgique » selon Uber. Il a, selon les révélations, favorisé les contacts entre Uber et le cabinet de l'ancien Premier ministre Charles Michel (MR)

### Canada
L’entreprise a embauché d'anciens fonctionnaires et personnels politiques au Canada.
Adam Blinick, directeur principal des politiques publiques et des communications d'Uber en 2022, été embauché par Uber moins d'un an après avoir quitté le gouvernement de Stephen Harper en tant que chef de cabinet adjoint et directeur des politiques du ministre de la Sécurité publique.
Jean-Christophe de Le Rue a été directeur des communications du ministre fédéral de la Sécurité publique de 2013 à 2015 avant de rejoindre Uber en tant qu'associé principal en communication.

### États-Unis
Aux États-Unis, parmi les personnes sous influence ou influenceurs d’Uber, on trouve d'anciens collaborateurs de Barack Obama, dont Jim Messina (en) et David Plouffe.
Du côté républicain, on trouve comme influenceur Brian Worth, ancien assistant de Kevin McCarthy, qui fut leader républicain de la Chambre des représentants en 2014.
En mai 2022, les actionnaires d'Uber ont voté contre une proposition qui aurait obligé l'entreprise à divulguer ses activités et ses dépenses de lobbying.

### France
En France, la loi Thévenoud réglemente l’activité des VTC. Le décret d'application de la loi Thévenoud parait le 30 décembre 2014 au Journal officiel. Cette loi a été assouplie par décrets d'application et autres lois de libéralisation.
Les documents révèlent qu'à partir de 2014, divers économistes réputés, parmi lesquels Nicolas Bouzou et Augustin Landier, ont été rémunérés par Uber pour réaliser des études académiques validant le modèle économique d'Uber auprès des décideurs politiques.
Des investisseurs comme Xavier Niel et Bernard Arnault sont également approchés pour leur pouvoir d'influence. « Nous n'avons pas besoin de leur argent en soi. Mais ils pourraient être des alliés utiles pour gagner la France », résume Pierre-Dimitri Gore-Coty, le directeur général du groupe Uber en Europe de l’Ouest, dans un courriel.
Le 22 juillet 2022, le nouveau ministre du numérique Jean-Noël Barrot est déchargé par décret des dossiers concernant Uber, sa sœur occupant le poste de directrice de la communication de cette entreprise pour la France et l’Europe de l’Ouest,.

#### Emmanuel Macron
De 2014 à 2016, Emmanuel Macron est ministre de l'Économie dans le gouvernement Manuel Valls. Il est alors clairement identifié par les dirigeants d'Uber comme un allié solide de l'entreprise qui peut faire accepter le modèle économique d'Uber en France et assouplir le cadre juridique à son avantage.
Emmanuel Macron rencontre à plusieurs reprises le fondateur d'Uber, Travis Kalanick, ainsi que des lobbyistes de la société de VTC. Il s'oppose à d'autres membres du gouvernement en étant officieusement un partenaire d'Uber dans sa tentative de dérégulation du marché. Il se bat pour assouplir la loi Thévenoud censée réglementer l'activité des VTC en France en mettant fin à la guerre entre les taxis et les VTC. En échange, il demande l'abandon d'UberPop, service d'Uber permettant à n'importe qui de s'improviser chauffeur afin d’augmenter ses revenus,.
Pour sa première campagne présidentielle, en 2016-2017, Emmanuel Macron a reçu le soutien de très nombreux défenseurs du modèle promu par la start-up Uber, y compris de la part de son ancien lobbyiste en chef en Europe.

#### Commission d'enquête parlementaire
Le rapport de la commission d'enquête lancée par La France insoumise a été publié le 18 juillet 2023. La rapporteure, Danielle Simonnet précise la couleur dès l'introduction « En réalité, Uber a trouvé des alliés au plus haut niveau de l'État, à commencer par M. Emmanuel Macron, en tant que ministre de l'économie puis en tant que Président de la République ». 
Le rapport révèle aussi qu'un deal aurait été effectué entre Emmanuel Macron et Uber : l'abaissement du niveau de formation des chauffeurs de VTC (de 250 h à 7 h) contre un abandon du service UberPop en France.
Le rapport confirme l'existence d'un Kill switch, un bouton d'arrêt d'urgence permettant de supprimer à distance des données des ordinateurs d'Uber en cas de descente de police.
Lors de son audition par la commission, Mark MacGann reconnaît avoir participé à titre personnel aux levées de fonds du candidat Emmanuel Macron. Par ailleurs les rapports entre Emmanuel Macron et Uber continuent après son accession à la présidence de la République. 
Au titre des promesses non tenues de la part d'Uber, le rapport souligne le témoignage de la sociologue Sophie Bernard selon lequel il n'y aurait pas eu création d'emplois mais déplacement d'un emploi précaire vers un autre. 
En conclusion, la commission d'enquête formule 47 propositions donc 12 sont jugées prioritaires. La plus importante est la présomption de salariat pour les travailleurs des plateformes. Alors que le gouvernement, notamment son ministre du travail Olivier Dussopt plaide pour une présomption d'indépendance.
Du côté de la présidence de la commission d'enquête, Benjamin Haddad (LREM) pense au contraire qu'« Il n'y a eu ni compromission, ni « deal » secret, ni conflit d'intérêts, ni contreparties » et qu'il y a eu politisation du rapport par la rapporteure,.

### Pays-Bas
L’administration néerlandaise a favorisé la société Uber en ralentissant la transmission d’informations vers cinq pays, dont la France, pour lui laisser le temps de « mettre ses affaires en ordre ». Abritant Uber B.V., structure de tête d'Uber, bénéficiant aux Pays-Bas d’un accord fiscal spécial, dit « rescrit », Uber évite plusieurs prélèvements fiscaux, dont la TVA sur la commission prélevée aux chauffeurs sur chacune de leurs courses, et l’impôt sur ses bénéfices.
Ancienne commissaire européenne notamment chargée d'encadrer la société Uber, la Néerlandaise Neelie Kroes est embauchée par l'entreprise alors que les clauses éthiques qui la concernent auraient dû l'en empêcher. Elle commence discrètement son activité de lobbying pour Uber en 2015 avant de rejoindre officiellement l'entreprise un an plus tard, en mai 2016. Or, en quittant son poste de commissaire européenne en novembre 2014, elle avait obligation de respecter une période de réserve pendant dix-huit mois. En octobre 2015, elle avait d'ailleurs émis le souhait à la Commission européenne de travailler pour Uber. Le comité d’éthique indépendant de la Commission européenne avait alors refusé.

### Royaume-Uni
Les « Uber Files » révèlent que le plan pour tenter d’influencer le maire de Londres, Boris Johnson, est établi dès 2014 : « Nous avons besoin de relayer une image plus positive d’Uber auprès de Boris, par des gens en qui il a confiance et qu’il respecte. » Les cibles : des conservateurs, des conseillers du premier ministre et le régulateur, Transport for London (TfL).

## Procédés utilisés
Uber, piloté par Travis Kalanick, installe ses services sans égard pour les législations locales et ne négocie avec les autorités publiques qu’une fois le service très implanté et populaire, rendant plus difficile son interdiction.
En novembre et décembre 2014, Uber tente d'influencer le débat public en sa faveur. Uber a recours aux services de la société iStrat qui rédige des articles favorables à l'entreprise et les fait publier sous de faux noms sur plusieurs médias et sites internet d'information, sous forme de tribune ou dans les espaces participatifs À la même période, la société iStrat fait également modifier la page consacrée à Uber sur Wikipedia, ainsi que les pages Taxi en France et Taxis parisiens, dans un sens favorable à l'entreprise.
Uber investit d'importantes sommes dans le lobbying, ce budget atteignant 90 millions de dollars en 2016.
Lors de perquisitions, la société américaine utilise en Belgique, en France, en Hongrie, en Inde, aux Pays-Bas et en Roumanie, le kill switch, manipulation qui permet de déconnecter les ordinateurs de ses serveurs, rendant impossible aux autorités l'accès aux documents de l'entreprise,.
Selon un courriel interne datant de 2015, rédigé par un directeur juridique d'Uber en Europe, l'entreprise était particulièrement préoccupée par le fait que les autorités pourraient avoir accès à sa liste de chauffeurs facilitant les possibilités d'enquête pour le fisc, pour les autorités et pour la police.
Afin de leurrer les autorités et éviter que leurs chauffeurs soient interpellés dans les pays où le service n'est pas reconnu légalement, Uber modifie son application pour présenter une fausse version aux yeux de structures identifiées comme officielles. Les voitures demandées n'existent pas et n'arrivent jamais à destination lorsqu'elles sont commandées depuis ces institutions.
Les documents révèlent qu'Uber a pratiqué l'optimisation fiscale dans le monde entier grâce aux Pays-Bas, en répercutant les taxes sur ses chauffeurs et leurs clients, en détournant l'attention des autorités vers la soumission aux impôts de ses chauffeurs,.

## Réactions
En France, l'opposition à Emmanuel Macron, réélu président en 2022, réagit vivement. Le député écologiste Aurélien Taché parle de « scandale d’État » et Alexis Corbière (LFI) souhaite l’ouverture d’une commission d’enquête parlementaire.  
Au contraire, la présidente du groupe parlementaire des députés Renaissance, Aurore Bergé, s'étonne d'« un pays qui s’offusque qu’un ministre de l’Économie reçoive des chefs d’entreprise », estimant qu'Emmanuel Macron « faisait son travail, [pour] faire en sorte que des entreprises s’implantent en France » .  Lorsque l’ex-secrétaire d'État au numérique Cédric O remarque qu'« on peine à voir ce qui est répréhensible », Olivier Tesquet de Télérama objecte que la non-inscription des rencontres entre Uber et Emmanuel Macron à l’agenda du ministre a « entravé de fait la transparence de l’action publique ».
Réagissant à l'enquête en juillet 2022, le président Emmanuel Macron s'est déclaré fier d'avoir soutenu Uber qui a permis la création de beaucoup d'emplois en particulier pour des personnes peu qualifiées en « dénouant certains verrous administratifs ou réglementaires »,,,.
Le syndicat de taxis UNT (Union nationale des taxis) annonce, le 20 juillet 2022, qu'il va déposer plainte contre Emmanuel Macron, pour trafic d'influence et prise illégale d'intérêts.
Mark MacGann est auditionné le 23 mars 2023 par la commission d’enquête parlementaire. Le lanceur d’alerte a livré un plaidoyer pour une réforme des règles sur le lobbying. Il a également appelé la France à soutenir la directive européenne sur les travailleurs des plateformes. Il est revenu sur les tactiques utilisées par l’entreprise dans les années 2010 pour contourner la loi sur le transport de personnes. De plus pour s'implanter face aux taxis, « armé des milliards de dollars [levés auprès de fonds de capital-risque], vous pouvez proposer des courses à des prix incroyables, décorrélés de toute réalité économique – on appelle ça le dumping ».